# دختر ماتا هاری
دختر ماتا هاری (ایتالیایی: La figlia di Mata Hari) یک فیلم ماجراجویی ایتالیایی-فرانسوی به کارگردانی کارمینه گالونه است که در سال ۱۹۵۴ منتشر شد. این فیلم بر پایهٔ رمانی به همین نام اثرِ ژاک لوران ساخته شد.

## بازیگران
- ارنو کریسا
- میلی ویتاله
- انتسو بیلیوتی
- جانپائولو روسمینو
- فرانک لاتیمور